# Fauvillers
Fauvillers (deutsch Feitweiler, luxemburgisch Fäteler)  ist eine belgische Gemeinde im Arrondissement Bastogne der Provinz Luxemburg.
Die heutige Gemeinde Fauvillers wurde zum 1. Januar 1977 im Zuge der Belgischen Gemeindereform aus den drei bisher selbständigen Gemeinden Fauvillers, Hollange und Tintange gebildet. Die Gemeinde besteht aus den folgenden elf Dörfern:
| amtlicher Name (franz.) | wallonischer Name | luxemburgischer Name | deutscher Name |
| ----------------------- | ----------------- | -------------------- | -------------- |
| Bodange                 | Bodindje          | Biedeg               | Bödingen       |
| Burnon                  |                   |                      | Burno          |
| Fauvillers              | Faiviè            | Fäteler              | Feitweiler     |
| Hollange                | Hollindje         | Holler               | Hollingen      |
| Honville                |                   | Honneref             | Hanf           |
| Hotte                   | Hote              |                      | Hotten         |
| Malmaison               |                   |                      |                |
| Menufontaine            | Mnufontinne       | Munneref             | Munerhof       |
| Sainlez                 |                   | Saner                | Saner          |
| Strainchamps            |                   |                      | Sauerfeld      |
| Tintange                | Tîtindje          | Tënnen               | Tintingen      |
| Warnach                 |                   | Warnech              | Warnach        |
| Wisembach               | Wizamba           | Wiisbech             | Wiesembach     |

## Einzelnachweise

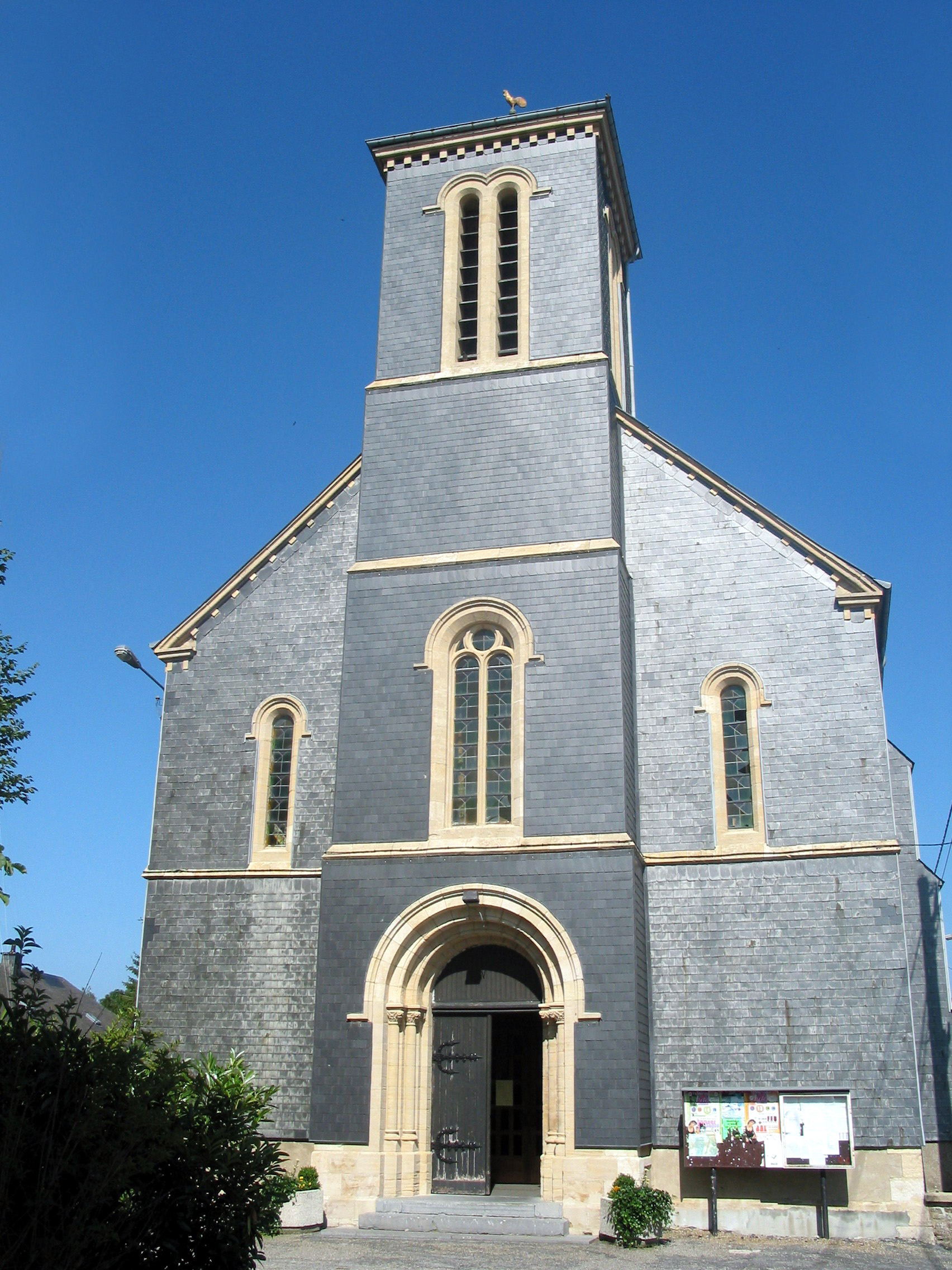
Kirche Sacré-Cœur